# 51825 Davidbrown
51825 Davidbrown este o planetă minoră (asteroid), cu un diametru de 4,913 km, din centura de asteroizi. A fost descoperită pe 19 iulie 2001 la Observatorul Palomar de Near Earth Asteroid Tracking și a fost numită după David M. Brown. 
Obiectul prezintă o orbită caracterizată de o semiaxă mare de 2,9664226735427 UAi, o excentricitate de 0,07, o înclinație de 9,625 ° în raport cu ecliptica.